# Gmina Ura Zhepë
Gmina Zhepë (alb. Komuna Zhepë) – gmina położona w środkowej części Albanii. Administracyjnie należy do okręgu Skrapar w obwodzie Berat. W 2011 roku populacja gminy wynosiła 779, 384 kobiety oraz 395 mężczyzn, z czego Albańczycy stanowili 95,516% mieszkańców.
W skład gminy wchodzi szesnaście miejscowości: Greva, Posteni, Kovaçanji, Gurazeza, Çorrotati, Cerica, Zhepa, Leskova, Trebla, Duncka, Rromasi, Terrova, Dobrenji, Buranji, Luadhi, Shpatanji.